# Skäfttjärnen (Envikens socken, Dalarna, 676039-150325)
Skäfttjärnen är en sjö i Falu kommun i Dalarna och ingår i Dalälvens huvudavrinningsområde. Sjön är 5,5 meter djup, har en yta på 0,0961 kvadratkilometer och befinner sig 342 meter över havet. Sjön avvattnas av vattendraget Vallasån. Vid provfiske har abborre, gädda och mört fångats i sjön.

## Delavrinningsområde
Skäfttjärnen ingår i det delavrinningsområde (676108-150170) som SMHI kallar för Mynnar i Vallasån. Medelhöjden är 344 meter över havet och ytan är 23,87 kvadratkilometer. Det finns inga avrinningsområden uppströms utan avrinningsområdet är högsta punkten. Vallasån som avvattnar avrinningsområdet har biflödesordning 4, vilket innebär att vattnet flödar genom totalt 4 vattendrag innan det når havet efter 277 kilometer. Avrinningsområdet består mestadels av skog (88 procent). Avrinningsområdet har 0,26 kvadratkilometer vattenytor vilket ger det en sjöprocent på 1,1 procent.